# 高橋辰郎
高橋 辰郎（たかはし たつお、1952年〈昭和27年〉 - 2021年〈令和3年〉4月7日）は日本のチェンバロ製作者。武蔵工業大学（現東京都市大学）機械工学科卒業。チェンバロ演奏家の高橋尚子は妻。
代々家具職人の家系に生まれ、ごく幼い頃から職人だった両祖父から木工の手ほどきを受ける。その後、叔父より木工技術を習得する。学生時代より独学でチェンバロ製作を始める。機械工学科に進んだのは、チェンバロのための音響工学的計算を学ぶためという。
チェンバロは一時期製作が途絶え、当時の製法自体が不明となっているため、現在新規に製作されている楽器は、ヨーロッパの古城や博物館などに残っている楽器の寸法を測定し、複製したものであるのが普通であるが、高橋は「現存しているものが、直ちに名器とはいえない」という考え方で、複製楽器の一切を否定し、独自の理論に基づいてチェンバロの名器を復刻しようと試みる、世界でも唯一の製作家である。
また、チェンバロは、キータッチによって、音量変化よりむしろ音高に変化が起こる場合がある。このことは現代では、楽器の音響誤差として捉える見方が一般的であるが、高橋はバロック時代の音律の概念が現代と異なることから、音高に微妙な変化を付けることが微妙な感情表現に用いられていたに違いない、その部分こそが最も重要であると考え、その哲学は製作楽器にも反映されている。
日本ではチェンバロは、フレンチスタイルが主流であるが、髙橋自身がバッハとフレスコバルディの音楽を愛することから、彼の製作楽器の主流はイタリアン・ジャーマンであり、その点でも、他の日本の製作者とは一線を画している。
上記の理由により、チェンバロ製作者として異端とみる向きもあるが、一方で、高橋の製作楽器は、キース・ジャレットのバロック作品に使用されるなど高い評価を受けている。
東京都江戸川区に「舟江斎」と名付けられた工房を持ち、この工房においてチェンバロ演奏家である尚子夫人が定期的にコンサートを主催している。
2008年、キース・ジャレットの購入したモデルの原型となる楽器を、アマチュアオーケストラである江戸川フィルハーモニーオーケストラの団員の不注意によって、修理不可能な状態に破損され、江戸川フィル側に賠償の意志がなく、また誠意が見られなかったとして、提訴。一審判決は、被告側に440万円の賠償を命じる。2009年4月に東京高裁で500万円で和解。

## 出版物
- 『古楽器研究 チェンバロをさぐる』渡邊順生・野村滿男・柴田雄康・高橋辰郎共著（日本コレギウム）
- 『楽の匠 - クラシックの仕事人たち』大山真人 (音楽之友社)